# يوسي تابيو
يوسي تابيو (بالفنلندية: Jussi Tapio)‏ هو لاعب هوكي الجليد فنلندي، ولد في 10 أبريل 1986 في توركو في فنلندا.

## وصلات خارجية
- يوسي تابيو على موقع EliteProspects.com (الإنجليزية)
- يوسي تابيو على موقع Eurohockey.com (الإنجليزية)
- يوسي تابيو على موقع HockeyDB.com (الإنجليزية)